# 4769 Castalia
4769 Castalia eller 1989 PB är en asteroid som korsar Venus, Jordens och Mars omloppsbanor. Den upptäcktes 9 augusti 1989 av den amerikanske astronomen Eleanor F. Helin vid Palomar-observatoriet. Den är uppkallad efter Castalia i den grekiska mytologin.
Asteroiden har en diameter på ungefär 1 kilometer. Den tillhör asteroidgruppen Apollo.